# Telenet Group
Pour les articles homonymes, voir Telenet.
Telenet Group est un fournisseur d'accès à Internet haut-débit câblé de Belgique. Ses marchés comprennent la fourniture de la télévision analogique et numérique câblée, l'Internet Haut débit ainsi que la téléphonie fixe et mobile principalement à des usagers habitant soit en Flandre soit à Bruxelles. Telenet offre des services pour les entreprises dans toute la Belgique et au Luxembourg sous le nom de Telenet Solutions.

## Historique
Depuis le 11 octobre 2005, Telenet est cotée à l'Euronext sous la dénomination TNET.
Telenet a acquis Hostbasket le 7 janvier 2008, le plus grand hébergeur de Belgique, afin de pouvoir offrir une plus grande gamme de solutions et services pour entreprises et organisations. 
En avril 2015, Telenet acquiert les activités de KPN en Belgique sous la marque BASE Company, pour 1,325 milliard d'euros.
En décembre 2016, Altice vend ses activités en Belgique et au Luxembourg, regroupées sous la marque SFR Belux, qui comprend 110 000 clients, pour 400 millions de dollars à Telenet Group.

## Internet
Telenet offre des services résidentiels depuis 1997 sous le nom Telenet Internet par l'utilisation de son réseau de câble à large bande qui est utilisé dans 2,4 million de maisons en Flandre et dans une partie de la région de Bruxelles-Capitale. Tous les réseaux avec lesquels Telenet offre ses services résidentiels ont été remplacés par des câbles coaxiaux hybrides. Telenet maintient des relations directes avec tous ses utilisateurs internet de téléphonie.
Telenet a acquis un grand réseau de hotspots Wi-Fi en plus de son réseau câblé de par l'acquisition de Sinfilo. Telenet offre aussi désormais la possibilité de surfer dans les TGV entre Bruxelles, Paris et Amsterdam et ce à plus de 300 km/h.
Ses concurrents principaux dans le domaine de l'internet câblé à haut débit sont à Bruxelles, Numericable Belgique et VOO. Un autre concurrent principal est Proximus, leader du marché belge de l'ADSL, en Flandre et à Bruxelles.
Telenet offre aussi ses services voice, data et internet à des utilisateurs professionnels sous la marque Telenet Solutions sur son réseau de fibre optique, par l'acquisition de Codenet, qui couvrait toute la Belgique et le Grand-Duché du Luxembourg.

### Hébergement
Hostbasket propose les services d'un hébergeur classique (nom de domaine, espace partagé, backup en ligne, antivirus, etc.), mais aussi des infrastructures (serveurs dédiés, partagés) ainsi que des applications (Exchange, SharePoint, CRM, etc.).

## Téléphonie

### Téléphonie mobile

#### MVNO
Telenet, avant le rachat de BASE était un opérateur de réseau mobile virtuel (MVNO) sur le réseau de l'opérateur Orange.

#### Quatrième licence
Le groupe s'était aussi allié avec l'opérateur câble du sud du pays VOO dans l’espoir de s’offrir la 4e licence de téléphonie mobile 3G et devenir ainsi le quatrième opérateur mobile belge aux côtés de Proximus, Orange et BASE. Cette nouvelle société « Telenet Tecteo Bidco » appartenait à 74 % à Telenet et 26 % à VOO. Ce projet n’aboutira pas.

#### Rachat de BASE
En avril 2015, Telenet annonce l'achat de BASE, un des principaux opérateurs de Belgique pour 1,325 milliard d'euros. 
Cette acquisition doit permettre à Telenet de renforcer sa présence, en Belgique, dans les services mobiles. 
Cette opération est validée par les autorités européennes de la concurrence en février 2016. 
Les clients mobile de Telenet, auparavant connectés au réseau Orange, rejoignent le réseau BASE progressivement.

## Télévision
Telenet a lancé la Telenet Digital TV, la télévision numérique sur son réseau au 3 septembre 2005.
Les utilisateurs actuels du câble ne doivent pas payer des charges en plus pour recevoir les signaux numériques mais ils doivent soit acheter, soit louer, une Set-top box afin de pouvoir voir les chaînes numériques et les services interactifs basés sur la Multimedia Home Platform.
Dans le courant 2008, Telenet a aussi sorti des Set-top box en haute définition.
En juillet 2008, Telenet est parvenu à un accord avec Interkabel à propos du rachat de ses 800 000 utilisateurs du câble (ce qui fait une augmentation de 50 % de personnes raccordées).
Ses principaux concurrents sur le marché de la télévision numérique en Belgique sont SFR et VOO (par DVB-C) dans la région de Bruxelles-Capitale. Les autres concurrents en Flandre et à Bruxelles sont Proximus TV (par xDSL) et TV Vlaanderen Digitaal (par DVB-S), propriété de Proximus et d'un consortium.

### Chaînes payantes
Telenet offre plusieurs formules de chaînes payantes, parmi elles Prime TV (en néerlandais) et BeTV (en français) sont des propriétés de la société mère, Liberty Global. Fin 2008, Prime TV comptabilisait 180 000 abonnés. Ces compagnies étaient précédemment à Canal+.
En 2011, Telenet remporte plusieurs droits exclusifs de diffusion payante de la compétition de football belge. Telenet peut ainsi diffuser directement et intégralement tous les matchs de compétition sur sa chaîne sportive PRIME SPORT – qui est rebaptisée Sporting Telenet.

### Rachat de SFR
Après le rachat de BASE, Telenet rachète la filiale belgo-luxembourgeoise du groupe français Altice-SFR, SFR Belux en juin 2017.
Telenet obtient l'approbation de l'Autorité belge de la concurrence pour ce rachat à condition d'ouvrir le réseau câblé à Orange. 
Cette acquisition permet au groupe Telenet à, d’une part, renforcer sa présence en région Bruxelles-Capitale et, d’autre part, intégrer le marché wallon.

## Structure de l'actionnariat
Évolution de l'actionnariat :
| Actionnaires + pourcentage                   | 19/03/07    | 26/03/07    | 05/07/07    | 13/08/07    | 26/09/07    | 17/12/07    | 31/08/2010  | 31/07/2015  |
| -------------------------------------------- | ----------- | ----------- | ----------- | ----------- | ----------- | ----------- | ----------- | ----------- |
| Liberty Global Consortium                    | 21,50       | 32,05       | 49,65       | 48,18       | 52,24       | 52,06       | 50,33       | 56,54       |
| Groupement d'intercommunales & Electrabel    | 16,25       | 10,71       | 0,85        | 3,26        | 3,21        | 3,26        |             |             |
| Financieel consortium                        | 9,69        | 7,90        | 3,85        | 4,71        | 4,64        | 3,95        |             |             |
| Interkabel Vlaanderen SCRL (intercommunales) | 4,15        | 3,67        | 1,63        | 1,51        | 1,49        | 1,51        |             |             |
| GIMV                                         | 4,00        | 4,78        | 0,20        | 1,48        | 1,46        | 1,48        |             |             |
| Fortis Investment Management SA              | 0           | 3,13        | 3,49        | 3,24        | 3,20        | 3,24        |             |             |
| BNP Paribas Investment Partners SA           |             |             |             |             |             |             | 5,07        | 3,27        |
| Centaurus Capital                            | 0           | 3,10        | 3,45        | 3,21        | 3,16        | 2,65        |             |             |
| Norges Bank                                  |             |             |             |             |             |             |             | 4,51        |
| Employés                                     | 0           | 1,92        | 0,30        | 0,27        | 1,76        | 0,27        | 0,03        | 0,57        |
| Actions propres                              |             |             |             |             |             |             |             | 0.62        |
| Public (Région flamande)                     | 43,18       | 27,58       | 30,85       | 28,79       | 28,69       | 31,57       | 44,58       | 34,48       |
| Cyrte Fund I                                 | 0           | 5,15        | 5,75        | 5,34        | 0           | 0           |             |             |
| Autre                                        | 0,59        | 0           | 0           | 0           | 0           | 0           |             |             |
| Nombre total d'actions                       | 100 204 853 | 113 309 366 | 113 290 142 | 109 313 539 | 110 965 795 | 111 480 246 | 112 079 774 | 117 337 163 |

## Sponsoring
Telenet est le principal sponsor du club de football belge le FC Malines et le deuxième sponsor du Club Bruges KV, un autre club de football et de l'équipe cycliste Telenet-Fidea, une équipe belge. Les deux équipes de football sont actives dans le Championnat de Belgique de football. Telenet a pour habitude de sponsoriser d'importants évènements sportifs.

## Source
- (en) Cet article est partiellement ou en totalité issu de l’article de Wikipédia en anglais intitulé « Telenet (Belgium) » (voir la liste des auteurs).